# Une femme en fuite

Une femme en fuite est un film franco-belge réalisé par Maurice Rabinowicz et sorti en 1982.

## Fiche technique
- Réalisation : Maurice Rabinowicz
- Scénario : Yvette Michelems
- Production :  Babylone Films, F3, Radio Télévision Belge Francophone (RTBF)
- Photographie : Ken Legargeant
- Musique : Marc Hérouet
- Montage : Daniel de Valck
- Durée : 95 minutes
- Dates de sortie: 1982

## Distribution
- Maureen Dor : La petite fille
- Marie Dubois : Mona
- Roger Dutoit
- Colette Emmanuelle
- Stéphane Excoffier
- Gil Lagay
- Georges Pirlet
- Bruno Sermonne : Franz
- Roger Van Hool : 	Gi
- Irène Vernal
- Claire Wauthion : Anne